# Чернышевское
Черныше́вское (до 1938 года — Эйдтку́нен, до 1946 года — Эйдткау, нем. Eydtkuhnen, нем. Eydtkau, лит. Eitkūnai) — посёлок в Нестеровском районе Калининградской области. Входит в Пригородное сельское поселение.

## География
Посёлок Чернышевское расположен на востоке Калининградской области, на левом берегу реки Лепоны, по которой проходит российско-литовская граница,  в 8 км к востоку от районного центра, города Нестерова, в 136 км к востоку от областного центра, города Калининграда.

## История
Первое упоминание о Эйдткунене относится к 1525 году. Тогда Эйдткунен был населён литовцами. Поселение относится к исторической области Надровия. Во время эпидемии чумы в 1709—1710 годах умерло практически всё население Эйдткунена, после чего посёлок вновь заселялся эмигрантами из Зальцбурга.
В 1860 году Эйдткунен был соединён с Кёнигсбергом железной дорогой, а в следующем году эта железная дорога была связана с сетью российских железных дорог (на территории нынешней Литвы). Железная дорога стимулировала развитие Эйдткунена, экономика которого была основана в основном на приграничной торговле.
В XIX веке, как и сейчас, Эйдткунен был приграничным поселением. Через посёлок проходила германско-российская граница, так как в то время Литва входила в состав Российской Империи (и, таким образом, Россия была ровно с обратной стороны границы, нежели сейчас). В Эйдткунене путешественники пересаживались с российского поезда на немецкий и наоборот (сквозное движение было невозможно, так как в России и Германии используется разная ширина колеи). Последней российской станцией по пути в Европу было Вержболово (ныне Кибартай).
В 1900 году в Эйдткунене жило 3708 человек
В 1922 году Эйдткунен получил статус города. В 1938 году, при Гитлере, был переименован в Эйдткау в рамках кампании по ликвидации в Третьем Рейхе топонимики древнепрусского («литовского») происхождения.
Во время Второй мировой войны Эйдткау был взят частями 3-го Белорусского фронта. После войны по решению Потсдамской конференции передан СССР, входил в состав РСФСР. Ныне в составе Калининградской области России.
В 1946 году был переименован в Чернышевское. С 25 июня 1947 года находился в составе Пригородного сельского Совета Нестеровского района, преобразованного 26 февраля 1992 года в Пригородную сельскую администрацию, переименованного 10 апреля 1997 года в Пригородный сельский округ, а с 30 июня 2008 года в Пригородное сельское поселение.

## Город в восприятии современников
Благодаря приграничному положению, Эйдтку́нен упоминается в произведениях многих русских литераторов, например у Маяковского («Позёвываю зевотой сладкой совсем как в Эйдткунене в ожидании пересадки», стихотворение «Товарищи!»), Чехова («В Эйдткунене, идя за горячей водой, он выглядел весело», рассказ «Страж под стражей») и Достоевского («На нём был довольно широкий и толстый плащ без рукавов и с огромным капюшоном, точь-в-точь как употребляют часто дорожные, по зимам, где-нибудь далеко за границей, в Швейцарии, или, например, в Северной Италии, не рассчитывая, конечно, при этом и на такие концы по дороге, как от Эйдкунена до Петербурга», роман «Идиот»).
В марте 1923 года поэт Евгений Шкляр под впечатлением от посещения Эйдтку́нена написал стихотворение «Граница»:
Старинная, заветная граница,
И двух культур минувший бурелом.
Там, на Востоке, синий дым клубится
И машет мельница распоротым крылом.
Полны водой глубокие овраги.
В местечке — грязь и хлюпанье галош.
Но воздух свеж, хотя деревья наги,
Но вечер удивительно — хорош.
Вдали холмы и рыжие деревни,
Голубоватый дым и рыхлые поля,
И грохот поезда, и шум простой и древний,
Каким полна весенняя земля.
О, славный край, где так резвятся дети,
Где пьют весёлое, немецкое вино, —
На торжище племён, на рубеже столетий
Тебе лежать от века суждено!
Прими же в дар от путника-поэта,
Принесшего молитвенный поклон, —
Слова правдивые и полные привета,
Сладчайшие, как майский перезвон!
В конце второй мировой войны Эйдткунен стал восприниматься как форпост враждебной Германии, о чём свидетельствует одна из статей в «Правде»:
«Эйдткунен — двуликий город. С одной стороны, — это типичный город лавочников, банков, с прусским чиновничеством, со скучным педантичным мещанством, символом которого является огромная пивная кружка. С другой стороны, — это город пограничный, крайний город Пруссии — город лазутчиков, контрабандистов, жандармов, город шпионов и воров. Здесь в грязных пивнушках шушукались шпионы за час до перехода границы. Здесь в маленьких, полутёмных ресторанах диверсанты договаривались о поджогах и взрывах. Здесь прусские офицеры пограничных войск — жирные, налитые пивом — шлялись по городу как символ власти. Здесь в чёрное воскресенье 1941 года были сосредоточены немецкие полки, которые перешли границу. Первые военные эшелоны „Нах Остен“ двинулись отсюда. В этих же пивнушках в те дни немцы оглашали маленькие улицы города истошными криками о „победах“…»

## Пограничное положение, транспорт
Посёлок вплотную прилегает к российско-литовской границе, на другой стороне которой расположен город Кибартай. Через Чернышевское проходит автомобильная дорога А229 Калининград — литовская граница и железная дорога Калининград — Москва, в Чернышевском действует круглосуточный пограничный переход.
В Чернышевском действует одноимённая станция Калининградской железной дороги. Эта станция относится к железнодорожной линии Калининград — Черняховск — Чернышевское (литовская граница).
В годы войны станция Эйдткунен (Эйдткау) была разрушена. После войны станцию не стали восстанавливать, а просто закрыли, и вплоть до распада СССР в Чернышевском не было своей железнодорожной станции, так как станция Кибартай находилась в непосредственной близости. Необходимость в строительстве новой станции возникла после провозглашения независимости Литвы, и в особенности — после объявления литовскими властями курса на вступление в Евросоюз. В 2001 году строительство новой пограничной станции вошло в Федеральную целевую программу развития Калининградской области, а стартовало два года спустя. Станция включает двенадцать приёмо-отправочных путей, вокзал, пассажирские перроны и другую инфраструктуру. По состоянию на конец 2008 года, строительство станции находилось на финальной стадии. Официально станция начала работу 2 октября 2017 года. С 2019 года станция, помимо грузовых поездов и пассажирских поездов дальнего следования, принимает также пригородный поезд из Калининграда.

## Население
| 1875 | 1890  | 1910  | 1933  | 1939  | 2002  | 2010  |
| ---- | ----- | ----- | ----- | ----- | ----- | ----- |
| 3253 | ↗3347 | ↗5539 | ↗5679 | ↘4936 | ↘1196 | ↘1139 |

## Достопримечательности
- В Чернышевском сохранились лютеранская церковь Эйдткунен[нем.] 1887-1889 годов постройки и синагога (1870, сгорела в 1938 г.). Здания заброшены и постепенно разрушаются.
- Мемориал на братской могиле 480 советских воинов, погибших во Вторую мировую войну[11].
- Захоронение русских и немецких воинов, погибших в Первую мировую войну.

- Руины церкви Эйдткунен[нем.], 2009 год.
- Гёттинген, Штадтфридхоф: Могила сбежавшего мэра Курта Штайнера.

- Эйдткунен
- Синагога в Эйдткунене до 1930 года.
- Эйткунайский пограничный переход между 1914 и 1930 годами. Слева видно здание таможни, а вдалеке пограничный мост.
- Церковь Эйдткунен[нем.] в городском пейзаже в начале 20-го века.
- Эйдткунен, Шоссештрассе, 1902 год.
- Возвращение этнических немцев из Литвы в Рейх. Первые группы этнических немцев из Литвы прибыли на пограничный пункт возле Эйдткау в Восточной Пруссии. Население установило ворота, украшенные флагами, чтобы приветствовать их 28 февраля 1941 года.
- Левая половина знака станции Эйдткунен в музее Восточной Пруссии.
- Оформление зала ожидания для лордов на станции Эйдткунен, 1863 год.

## Известные уроженцы и жители
- Гертруда фон Путткамер[англ.] (1881—1944) — писательница.
- Вильгельм Гаерте[нем.] (1890—1958) — археолог.
- Феликс Брессарт (1892—1949) — актёр.
- Фриц Брустат-Навал[нем.] (1907—1989) — капитан, журналист, режиссёр и автор.
- Герберт Кирриннис[нем.] (1907—1977) — преподаватель немецкой средней школы и историк
- Дитер Биаллас[нем.] (1936—2016) — немецкий математик и политик (СвДП), второй мэр и сенатор в Гамбурге.
- Эрнст Хельмут Сегшнайдер[нем.] (1938) — немецкий фольклорист и музейщик.

## Картографические источники
- Калининградская область. Общегеографическая карта. Масштаб — 1:200 000. Федеральная служба геодезии и картографии, 1995.